# تپه هفت صندوق
تپه هفت صندوق مربوط به دوره ساسانیان - دوران‌های تاریخی پس از اسلام است و در شهرستان بویین زهرا، روستای هفت صندوق واقع شده و این اثر در تاریخ ۲۸ دی ۱۳۷۹ با شمارهٔ ثبت ۲۹۷۴ به‌عنوان یکی از آثار ملی ایران به ثبت رسیده است.